# Maksim Zimarev
Maksim Andreyevich Zimarev (tiếng Nga: Максим Андреевич Зимарев; sinh ngày 8 tháng 11 năm 1989) là một cầu thủ bóng đá người Nga. Hiện tại anh thi đấu cho FC Tekstilshchik Ivanovo.

## Sự nghiệp câu lạc bộ
Anh ra mắt Giải bóng đá quốc gia Nga lần đầu tiên cho FC Torpedo Vladimir vào ngày 4 tháng 4 năm 2011 trong trận đấu với FC Alania Vladikavkaz .